# Здание почтово-телеграфной конторы (Владикавказ)

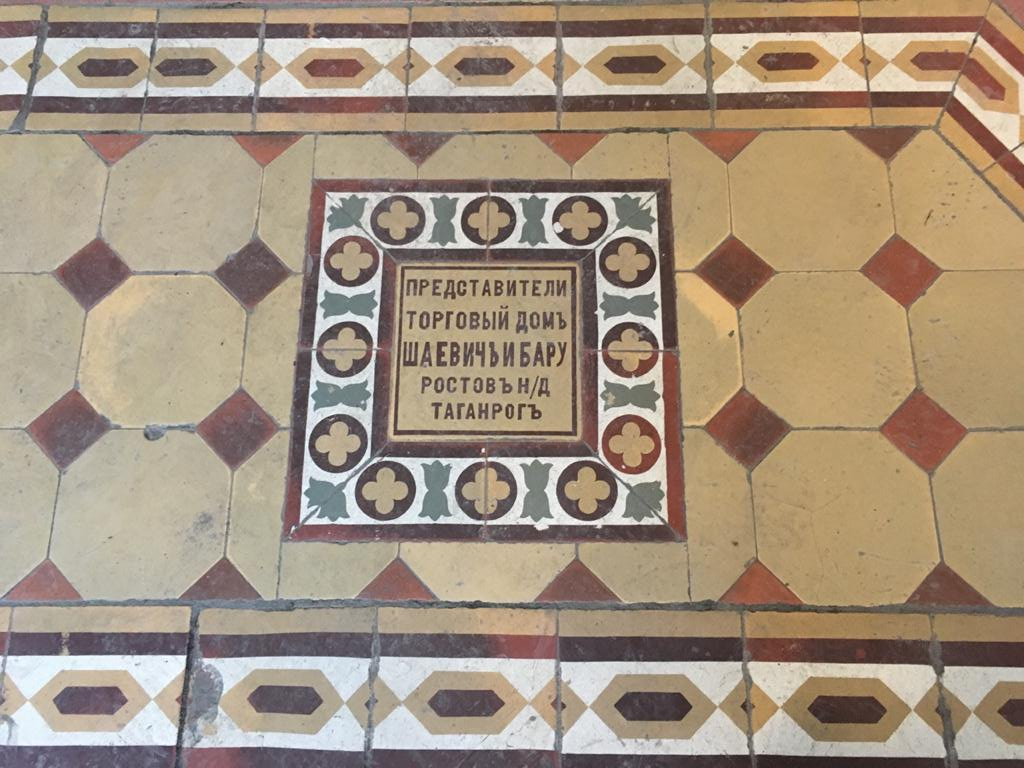
Логотип строительной компании «Шаевич и Бару» на входе в почтовое отделение

Здание почтово-телеграфной конторы — памятник градостроительства и архитектуры во Владикавказе, Северная Осетия. Выявленный объект культурного наследия России. Находится на улице Максима Горького, 14.
Соседствует с домом № 12 (объект культурного наследия).

## История
В 1908 году городская дума приняла решение о строительстве нового, большего размера здания для Главпочтамта. Трёхэтажное кирпичное здание на Евдокимовской улице было построено в 1913 году по проекту городского архитектора П. П. Шмидта. Здание строилось Торговым домом «Шаевич и Бару» из Ростова-на-Дону под управлением инженера Ивана Богданова. Эта же строительная компании оборудовала канализацию и отопление. До настоящего времени сохранился аутентичный логотип этой строительной фирмы на входе в почтовое отделение. Строительство здания велось за счёт городского бюджета, стоимость строительства составила около 100 тысяч рублей.
24 июля 1913 года члены комиссии во главе с городским главой Гаппо Баевым подписали акт приёмки здания и передачи его почтово-телеграфной конторе. В здании также располагалось управление телефонной сетью, которое ранее вместе с центральной почтово-телефонной станцией находилось на Михайловской площади (современная площадь Свободы) на месте современного Дворца юстиции.
На первом этаже нового здания находилась почтовое отделение, кабинет помощника начальника, различные кладовые, денежная, посылочная, помещение для переходящих и разборных почт, помещение для приема телеграмм и почтовые ящики абонентов. На втором этаже располагались телеграф, кабинет начальника и его канцелярия, аппаратная, Бодо-зал и аппаратная Юза, различные технические помещения, мужская и дамская уборные, библиотечная комната и класс. На третьем этаже находились жилые квартиры начальника конторы и его помощника.
В 1920-х годах XX века на торце здания был оборудован экран РОСТа (плакаты со стихотворениями В. Маяковского).
В настоящее время в здании действует почтовое отделение 362040.